# 불타는 내 마음
"불타는 내 마음"(My Burning Heart)은 한국에서 제작된 최원섭 감독의 2008년 멜로/로맨스, 코미디 영화이다. 김미희 등이 주연으로 출연하였고 박진표 등이 제작에 참여하였다.

## 출연

### 주연
- 김미희
- 최요한

### 조연
- 권형진
- 김세훈
- 장대통
- 이승민
- 근휘
- 유시우
- 유채림
- 이인호
- 최혜선
- 김다흰
- 최미용
- 조한희
- 박경근
- 여지현
- 황현주
- 김가란

## 기타
- 총괄프로듀서: 조회온
- 프로듀서: 박재형
- 제작부: 감규식
- 제작부: 김재욱
- 제작부: 유경하
- 제작부: 안선유
- 제작투자: 최창희
- 제작투자: 임인숙
- 라인프로듀서: 이용채
- 라인프로듀서: 유성진
- 라인프로듀서: 이승재
- 라인프로듀서: 문필규
- 라인프로듀서: 한승희
- 라인프로듀서: 박오순
- 라인프로듀서: 장기영
- 촬영부: 사량
- 촬영부: 최력명
- 촬영부: 진정우
- 촬영부: 정재훈
- 촬영부: 지민희
- 조명: 정현부
- 조명: 홍수일
- 조명부: 김성진
- 조명부: 이재훈
- 조명부: 윤부희
- 조명부: 배환
- 조명부: 백승재
- 연출부: 김소영
- 연출부: 이태희
- 연출부: 최선아
- 연출부: 임윤정
- 스크립터: 이소원
- 스크립터: 최혜선
- 조감독: 신중렬
- 조감독: 박제욱
- 동시녹음: 김해원
- 동시녹음: 권오경
- 붐오퍼레이터: 장우람
- 붐오퍼레이터: 정수진
- 붐오퍼레이터: 차현준
- 미술: 김민선
- 미술: 한송희
- 시각효과: 김상택
- 분장: 김다인
- 분장: 전수완
- 분장: 김정철
- 분장: 손재연
- 무술: 김권군
- 촬영B팀: 박예양
- 촬영B팀: 정현문
- 음향부문: 공태원
- 음향부문: 이회빈
- 음향부문: 이형주
- 음향부문: 윤선명
- 음향부문: 김경호
- 음향부문: 이회빈
- 음향부문: 성하중
- 음향부문: 이형주
- 음향부문: 황성기
- 음향부문: 공태원
- 음향부문: 김기영
- 예고편: 이연정
- 크레인: 정근수
- 메이킹: 황지현